# Antoine-Joseph Pernety
Antoine-Joseph Pernety, ou ainda Dom Pernety, (Roanne, 23 de Fevereiro de 1716 - Aviñón, 16 de Outubro 1796) foi membro de uma expedição empreendida por Louis Antoine de Bougainville, com a qual esteve na ilha de Santa Catarina em 1763. Escreveu a "Dissertation sur l'Amérique et les Américains contre les recherches philosophiques de M. de Pxxx". Adotou as doutrinas de Swedenborg e fundou uma seita de iluminados.